# Falciot cuaespinós de les Petites Antilles
El falciot cuaespinós de les Petites Antilles (Chaetura martinica) és una espècie d'ocell de la família dels apòdids (Apodidae) que habita zones boscoses i obertes de les Petites Antilles.